# 1206.º Batallón de Campaña de la Luftwaffe
El 1206.º Batallón de Campaña de la Luftwaffe (1206. Luftwaffen-Feld-Bataillon) fue una unidad de la Luftwaffe durante la Segunda Guerra Mundial.

## Historia
Fue formado el 5 de septiembre de 1944 en Kaufbeuren, se componía de: la compañía de Plana Mayor con dos pelotones de telefonistas, dos pelotones de radiotelegrafistas, una unidad de transporte y una de intendencia. 
- 1º Compañía de Fortificación de la Luftwaffe
- 2º Compañía de Fortificación de la Luftwaffe
- 3º Compañía de Fortificación de la Luftwaffe

La orden oficial de creación (O.K.L./Gen. Qu. Az. 12751/44 g. Kdos.) fue emitida el 10 de septiembre de 1944. En septiembre de 1944 fue renombrado como VI Batallón de Fortaleza de la Luftwaffe.
| Unidad       | Correo Postal |
| Plana Mayor  | 62593 A       |
| 1.ª Compañía | 62593 B       |
| 2.ª Compañía | 62593 C       |
| 3.ª Compañía | 62593 D       |